# Abisara
Abisara es un género de mariposas de la familia Riodinidae.

## Descripción
La especie tipo es Abisara kausambi Felder, C y R Felder, 1860, según designación posterior realizada por Scudder en 1875.

## Diversidad
Existen 28 especies reconocidas en el género, 12 de ellas tienen distribución afrotropical.

## Especies
- A. abnormis
- A. aita
- A. barnsi
- A. bifasciata
- A. burnii
- A. caeca
- A. cameroonensis
- A. chela
- A. chelina
- A. delicata
- A. dewitzi
- A. echerius
- A. freda
- A. fylla
- A. fylloides
- A. gerontes
- A. geza
- A. kausambi
- A. miyazakii
- A. neavei
- A. neophron
- A. rogersi
- A. rutherfordii
- A. saturata
- A. savitri
- A. sobrina
- A. talantus
- A. tantalus

## Plantas hospederas
Las especies del género Abisara se alimentan de plantas de las familias Fabaceae y Myrsinaceae. Las plantas hospederas reportadas incluyen los géneros Peltophorum, Ardisia, Embelia, Maesa.